# Jo soc el Pare Noel
Jo soc el Pare Noel (títol original en italià, Io sono Babbo Natale) és una pel·lícula italiana del 2021 escrita i dirigida per Edoardo Falcone. S'ha doblat al valencià per a À Punt.
És protagonitzada per Marco Giallini i Gigi Proietti; va ser l'última interpretació de Proietti, que va morir un any abans de l'estrena de la pel·lícula.
El rodatge de la pel·lícula va començar a Roma el gener de 2020. El primer tràiler es va publicar el 4 d'octubre de 2021.
Es va exhibir a la Festa del Cinema di Roma de 2021 el 13 d'octubre de 2021. La pel·lícula es va estrenar el 3 de novembre de 2021, un any i un dia després de la mort de Gigi Proietti. El 24 de desembre de 2022, es va emetre per primera vegada en directe al canal Rai 1.